# Форгач, Петер
Петер Форгач (венг. Forgács Péter; род. 10 октября 1950, Будапешт) — венгерский кинорежиссёр, фотограф и художник, представитель авангарда.
В 1983 году создал в Будапеште частный архив фото- и кинодокументов. Наиболее известен серией документальных фильмов «Приватная Венгрия», созданных на основе домашнего любительского кино 1930—1960-х годов, а также видеоинсталляциями и перформансами, ряд которых был представлен в крупных музеях и галереях мира. Сам режиссёр называет себя не документалистом, а «археологом памяти».
Лауреат многочисленных национальных и международных премий, включая премию Эразмус (2007]).

## Избранная фильмография
1. Портрет Леопольда Сонди (1986)
2. Семья Бартош (1988)
3. Трактат Витгенштейна (1992)
4. Беседы о психоанализе (1993)
5. Кадаровский поцелуй (1997)
6. Мальстрём: Семейная хроника (1997)
7. Исход с берегов Дуная (1999)
8. Бревиарий Иштвана Бибо (2001)
9. El Perro Negro, рассказы о гражданской войне в Испании (2005)
10. Мисс Вселенная 1929: Лизль Гольдарбайтер, королева Вены (2006)
11. Своя смерть (2007; по одноимённой повести и с участием Петера Надаша)
12. Я — фон Хёфлер. Вариации на темы Вертера (2008)
13. Hunky Blues (2009)
14. Német egység a Balatonon (2011)
15. Magyarország 2011 (2012)